# Madagaszkári guvat
A madagaszkári guvat (Rallus madagascariensis) a madarak osztályának darualakúak (Gruiformes) rendjébe és a guvatfélék (Rallidae) családjába tartozó faj.
A magyar név forrással nincs megerősítve, lehet, hogy az angol név tükörfordítása (Madagascar Rail).

## Rendszerezése
A fajt Jules Verreaux francia ornitológus írta le 1833-ban. Egyes szakértők szerint a Biensis nem egyetlen faja a Biensis madagascariensis néven.

## Előfordulása
Madagaszkár keleti részén honos. Természetes élőhelyei a szubtrópusi és trópusi síkvidéki és hegyi esőerdők, mocsarak, tavak, folyók és patakok környékén. Állandó, nem vonuló faj.

## Megjelenése
Testhossza 25 centiméter.

## Természetvédelmi helyzete
Az elterjedési területe még nagy, de csökken, egyedszáma 2500-9999 példány közötti és ez is csökken. A Természetvédelmi Világszövetség Vörös listáján sebezhető fajként szerepel.